# Thallomys
A Thallomys az emlősök (Mammalia) osztályának rágcsálók (Rodentia) rendjébe, ezen belül az egérfélék (Muridae) családjába tartozó nem.

## Rendszerezés
A nembe az alábbi 4 faj tartozik:
- Thallomys loringi Heller, 1909
- Thallomys nigricauda Thomas, 1882 – típusfaj
- akáciapatkány (Thallomys paedulcus) Sundevall, 1846
- Thallomys shortridgei Thomas & Hinton, 1923